# Sant Agustí del Mas d'en Ribes
Sant Agustí del Mas d'en Ribes és una capella del terme comunal de vila de Ceret, a la comarca del Vallespir (Catalunya del Nord), situada en el Mas d'en Ribes i al nord-est del Mas d'en Companyó.
És just a migdia del Mas d'en Ribes, a la zona muntanyosa del sector de migdia del terme, a llevant del Mas de l'Arnau i a ponent de Reixurt.
És una petita capella de construcció popular, d'una sola nau amb capçalera a llevant. Està tota arrebossada, i no s'arriba a apreciar bé l'aparell.